# Province de Punilla
Pour les articles homonymes, voir Punilla.
La province de Punilla est une division administrative du Chili créée en 2018, située dans la région de Ñuble. Sa capitale est San Carlos.

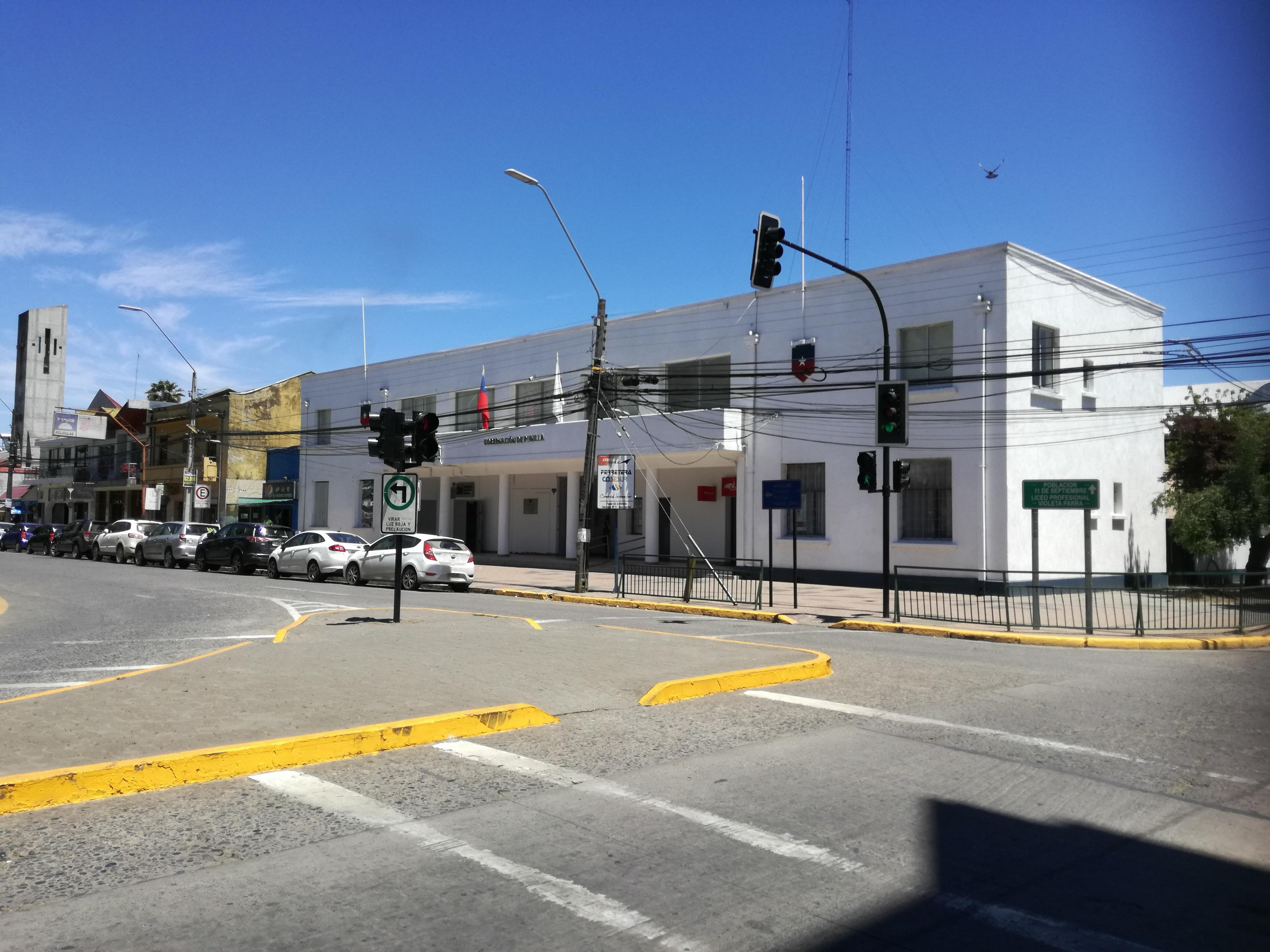
Bâtiment du gouvernement provincial de Punilla, à San Carlos, région de Ñuble (Chili) (ancien gouvernement départemental)

## Géographie
Située au centre du Chili, la province occupe une superficie de 5 202,5 km2 dans le nord-est de la région de Ñuble.

## Communes
- Coihueco
- Ñiquén
- San Carlos
- San Fabián
- San Nicolás

## Administration
Gouverneur
| Depuis le 6 septembre 2018 | Cristóbal Martínez Ramírez | UDI |